# Circuit Het Volk 1980
La 35e édition du Circuit Het Volk a eu lieu le 1er mars 1980. La course est remportée par le Belge Joseph Bruyère (Marc-Carlos-V.R.D.-Woningbouw), déjà victorieux en 1974 et 1975, qui a parcouru les 216 kilomètres en 5 h 26. Il est suivi à six secondes par son compatriote Walter Planckaert (Vermeer-Thijs-Mini-Flat) et par l'Irlandais Sean Kelly (Splendor-Admiral)

## Présentation

### Équipes
| Équipes professionnelles (12)- Marc-Carlos-V.R.D.-Woningbouw - Vermeer-Thijs-Mini-Flat - Splendor-Admiral - Boule d'Or-Sunair-Colnago - TI-Raleigh-Creda - La Redoute-Motobécane - IJsboerke-Warncke Eis - HB Alarmsystemen - DAF Trucks-Lejeune - Safir-Ludo - Fangio-Amerlinckx - Masta-Cornelo-Olmo |
| |

## Classement final
La course est remportée par le Belge Joseph Bruyère (Marc-Carlos-V.R.D.-Woningbouw) qui a parcouru les 216 kilomètres en 5 h 26. Il est suivi à six secondes par son compatriote Walter Planckaert (Vermeer-Thijs-Mini-Flat)	et par l'Irlandais Sean Kelly (Splendor-Admiral).
| \| Classement général \| Classement général \| Classement général \| Classement général \| Classement général \| \| Coureur \| Coureur \| Pays \| Équipe \| Temps \| \| ------------------ \| ---------------------- \| ------------------ \| ----------------------------- \| ------------------ \| \| 1er \| Joseph Bruyère \| Belgique \| Marc-Carlos-V.R.D.-Woningbouw \| 5 h 26 min 00 s \| \| 2e \| Walter Planckaert \| Belgique \| Vermeer-Thijs-Mini-Flat \| + 6 s \| \| 3e \| Sean Kelly \| Irlande \| Splendor-Admiral \| + 6 s \| \| 4e \| Roger De Vlaeminck \| Belgique \| Boule d'Or-Studio Casa \| + 6 s \| \| 5e \| Jan Raas \| Pays-Bas \| TI-Raleigh-Creda \| + 6 s \| \| 6e \| Alfons van Katwijk \| Pays-Bas \| Boule d'Or-Studio Casa \| + 6 s \| \| 7e \| Alfons De Wolf \| Belgique \| Boule d'Or-Studio Casa \| + 6 s \| \| 8e \| Jean-Luc Vandenbroucke \| Belgique \| La Redoute-Motobécane \| + 6 s \| \| 9e \| Marc Demeyer \| Belgique \| IJsboerke-Warncke Eis \| + 6 s \| \| 10e \| Guido Van Calster \| Belgique \| Splendor-Admiral \| + 6 s \| \| 11e \| Jos Lammertink \| Pays-Bas \| HB Alarmsystemen \| + 6 s \| \| 12e \| William Tackaert \| Belgique \| DAF Trucks-Lejeune \| + 6 s \| \| 13e \| Dirk Heirweg \| Belgique \| DAF Trucks-Lejeune \| + 6 s \| \| 14e \| Jos Jacobs \| Belgique \| IJsboerke-Warncke Eis \| + 6 s \| \| 15e \| Charles Jochums \| Belgique \| Marc-Carlos-V.R.D.-Woningbouw \| + 6 s \| \| 16e \| Paul Sherwen \| Royaume-Uni \| La Redoute-Motobécane \| + 6 s \| \| 17e \| Willy Vigouroux \| Belgique \| Safir-Ludo \| + 6 s \| \| 18e \| Paul Jesson \| Nouvelle-Zélande \| Splendor-Admiral \| + 6 s \| \| 19e \| Marc Renier \| Belgique \| Marc-Carlos-V.R.D.-Woningbouw \| + 6 s \| \| 20e \| Willy Teirlinck \| Belgique \| Safir-Ludo \| + 6 s \| \| 21e \| Ronan De Meyer \| Belgique \| Boule d'Or-Studio Casa \| + 6 s \| \| 22e \| Jan Aling \| Pays-Bas \| HB Alarmsystemen \| + 6 s \| \| 23e \| Jo Maas \| Pays-Bas \| DAF Trucks-Lejeune \| + 6 s \| \| 24e \| Gery Verlinden \| Belgique \| IJsboerke-Warncke Eis \| + 6 s \| \| 25e \| Willy De Geest \| Belgique \| IJsboerke-Warncke Eis \| + 6 s \| |                        |                  |                               |                 |
| |                        |                  |                               |                 |
| Sources : ProCyclingStats Cycling Archives |                        |                  |                               |                 |
| Classement général |                        |                  |                               |                 |
| Coureur | Coureur                | Pays             | Équipe                        | Temps           |
| 1er | Joseph Bruyère         | Belgique         | Marc-Carlos-V.R.D.-Woningbouw | 5 h 26 min 00 s |
| 2e | Walter Planckaert      | Belgique         | Vermeer-Thijs-Mini-Flat       | + 6 s           |
| 3e | Sean Kelly             | Irlande          | Splendor-Admiral              | + 6 s           |
| 4e | Roger De Vlaeminck     | Belgique         | Boule d'Or-Studio Casa        | + 6 s           |
| 5e | Jan Raas               | Pays-Bas         | TI-Raleigh-Creda              | + 6 s           |
| 6e | Alfons van Katwijk     | Pays-Bas         | Boule d'Or-Studio Casa        | + 6 s           |
| 7e | Alfons De Wolf         | Belgique         | Boule d'Or-Studio Casa        | + 6 s           |
| 8e | Jean-Luc Vandenbroucke | Belgique         | La Redoute-Motobécane         | + 6 s           |
| 9e | Marc Demeyer           | Belgique         | IJsboerke-Warncke Eis         | + 6 s           |
| 10e | Guido Van Calster      | Belgique         | Splendor-Admiral              | + 6 s           |
| 11e | Jos Lammertink         | Pays-Bas         | HB Alarmsystemen              | + 6 s           |
| 12e | William Tackaert       | Belgique         | DAF Trucks-Lejeune            | + 6 s           |
| 13e | Dirk Heirweg           | Belgique         | DAF Trucks-Lejeune            | + 6 s           |
| 14e | Jos Jacobs             | Belgique         | IJsboerke-Warncke Eis         | + 6 s           |
| 15e | Charles Jochums        | Belgique         | Marc-Carlos-V.R.D.-Woningbouw | + 6 s           |
| 16e | Paul Sherwen           | Royaume-Uni      | La Redoute-Motobécane         | + 6 s           |
| 17e | Willy Vigouroux        | Belgique         | Safir-Ludo                    | + 6 s           |
| 18e | Paul Jesson            | Nouvelle-Zélande | Splendor-Admiral              | + 6 s           |
| 19e | Marc Renier            | Belgique         | Marc-Carlos-V.R.D.-Woningbouw | + 6 s           |
| 20e | Willy Teirlinck        | Belgique         | Safir-Ludo                    | + 6 s           |
| 21e | Ronan De Meyer         | Belgique         | Boule d'Or-Studio Casa        | + 6 s           |
| 22e | Jan Aling              | Pays-Bas         | HB Alarmsystemen              | + 6 s           |
| 23e | Jo Maas                | Pays-Bas         | DAF Trucks-Lejeune            | + 6 s           |
| 24e | Gery Verlinden         | Belgique         | IJsboerke-Warncke Eis         | + 6 s           |
| 25e | Willy De Geest         | Belgique         | IJsboerke-Warncke Eis         | + 6 s           |